# خوخ بديع
خوخ بديع أو برقوق بديع (الاسم العلمي:Prunus mirabilis) هو نوع من النباتات يتبع جنس الخوخ من الفصيلة الوردية.